# 먼지선

솜브레로 은하에는 선명한 먼지선이 보인다.

먼지선 또는 더스트 레인(dust lane)는 상대적으로 밀도가 높고 모호한 성간 먼지 구름으로 구성되며, 밝은 물체, 특히 은하의 배경에 대해 어두운 띠로 관찰된다. 이러한 먼지선은 가장자리에서 볼 때 일반적으로 우리 은하와 같은 나선은하에서 볼 수 있다. 이 먼지의 밀도가 높고 상대적으로 두꺼운 특성으로 인해 은하계의 빛은 여러 등급으로 감소된다. 우리 은하에서는 이러한 가시광선의 감쇠로 인해 지구에서 은하중심 주변의 팽대부를 통해 대균열 뒤의 별을 볼 수 없게 된다. 이 먼지와 이 경로 내에서 발견되는 가스도 혼합되고 강착되어 항성과 행성을 형성한다.

## 같이 보기
- 행성간 매질
  - 우주진
- 소광
- 항성 형성